# Grand Prix Formule 1 van Zwitserland 1953
De Grand Prix Formule 1 van Zwitserland 1953 werd gehouden op 23 augustus op het stratencircuit van Bremgarten in Bremgarten. Het was de achtste race van het seizoen.

## Uitslag
| Pos. | Nr. | Coureur                           | Constructeur   | Rondes | Tijd / Oorzaak uitval | Grid | Punten  |
| ---- | --- | --------------------------------- | -------------- | ------ | --------------------- | ---- | ------- |
| 1    | 46  | Alberto Ascari                    | Ferrari        | 65     | 3:01:34.40            | 2    | 9S      |
| 2    | 24  | Nino Farina                       | Ferrari        | 65     | + 1:12.93             | 3    | 6       |
| 3    | 26  | Mike Hawthorn                     | Ferrari        | 65     | + 1:35.96             | 7    | 4       |
| 4    | 32  | Juan Manuel Fangio Felice Bonetto | Maserati       | 64     | + 1 Ronde             | 1    | 1⁄2 1⁄2 |
| 5    | 34  | Hermann Lang                      | Maserati       | 62     | + 3 Rondes            | 11   | 2       |
| 6    | 28  | Luigi Villoresi                   | Ferrari        | 62     | + 3 Rondes            | 6    |         |
| 7    | 20  | Ken Wharton                       | Cooper-Bristol | 62     | + 3 Rondes            | 9    |         |
| 8    | 40  | Max de Terra                      | Ferrari        | 51     | + 14 Rondes           | 19   |         |
| 9    | 18  | Albert Scherrer                   | HWM-Alta       | 49     | + 16 Rondes           | 18   |         |
| NF   | 4   | Chico Landi                       | Maserati       | 54     | Versnellingsbak       | 20   |         |
| NF   | 42  | Toulo de Graffenried              | Maserati       | 49     | Transmissie           | 8    |         |
| NF   | 36  | Onofre Marimon                    | Maserati       | 46     | Motor                 | 5    |         |
| NF   | 8   | Maurice Trintignant               | Gordini        | 43     | AS                    | 4    |         |
| NF   | 6   | Jean Behra                        | Gordini        | 37     | Oliedruk              | 12   |         |
| NF   | 30  | Felice Bonetto Juan Manuel Fangio | Maserati       | 29     | Motor                 | 10   |         |
| NF   | 16  | Lance Macklin                     | HWM-Alta       | 29     | Motor                 | 15   |         |
| NF   | 38  | Peter Hirt                        | Ferrari        | 17     | Motor                 | 17   |         |
| NF   | 14  | Paul Frere                        | HWM-Alta       | 1      | Motor                 | 16   |         |
| NF   | 2   | Jacques Swaters                   | Ferrari        | 0      | Spin                  | 13   |         |
| NF   | 10  | Louis Rosier                      | Ferrari        | 0      | Spin                  | 14   |         |

## Statistieken
| Pole-position | Juan Manuel Fangio | Maserati | 2:40.1 |
| Snelste ronde | Alberto Ascari     | Ferrari  | 2:41.3 |

## Noot
- Dit was het debuut voor de Duitse coureur Hermann Lang en voor de Zwitserse coureur Albert Scherrer.
- Dit was de tiende pole position voor Juan Manuel Fangio.
- Dit was de tiende snelste ronde voor Alberto Ascari.
- Dit was de vijftigste podiumplaats voor een Italiaanse coureur.

1934 · 1935 · 1936 · 1937 · 1938 · 1939 · 1947 · 1948 · 1949 · 1950 · 1951 · 1952 · 1953 · 1954 · 1975 · 1982